# Campton (New Hampshire)
Pour les articles homonymes, voir Campton.
Campton est une municipalité américaine située dans le comté de Grafton au New Hampshire. Selon le recensement de 2010, sa population est de 3 333 habitants.

## Géographie
La municipalité s'étend sur 52,55 milles carrés (136,1 km2), dont 0,70 milles carrés (1,81 km2) d'étendues d'eau.

## Histoire
La municipalité est fondée en 1761. Elle est nommée en l'honneur de Spencer Compton (comte de Wilmington), proche du gouverneur Benning Wentworth, ou du « camp », construit par les premiers arpenteurs de la région,.